# Железнодорожный транспорт в Мурманской области
Железнодорожный транспорт в Мурманской области развивается с 1916 года когда была построена Мурманская железная дорога (Петрозаводск — Романов-на-Мурмане). Железнодорожная сеть региона представлена транзитной железнодорожной магистралью Санкт-Петербург — Петрозаводск — Мурманск и другими железнодорожными линиями. Железнодорожные линии области обслуживаются Мурманским отделением Октябрьской железной дороги. По состоянию на 2006 год общая протяженность железной дороги в Мурманской области составляет 870 километров, а густота железнодорожных путей — 6 километров пути на 1000 квадратных километров территории.

## История и перспективы
Впервые железнодорожный транспорт на территории Мурманской области появился при строительстве Мурманской железной дороги (Петрозаводск — Мурманский порт), которая была построена в 1915—1916 годах.
23 октября 1915 года был назначен на должность первый начальник Паровозного депо Кандалакша Александр Малишевский
5 декабря 1916 года было открыто локомотивное депо Мурманск.
После укладки последних рельсов в районе современной станции Пояконда по всей трассе 3 ноября 1916 г. было открыто сквозное движение поездов.
Временное товарное движение было открыто с 1 января 1917 года, а с 1 апреля 1917 года Мурманская железная дорога включена в прямое сообщение с железными дорогами России. 15 сентября 1917 началось регулярное пассажирское движение по всему участку дороги от Званки до Мурманска — прошёл пассажирский поезд № 3/4.
4 мая 1927 года была закрыта станция Кандалакша-Пристань и оставлена действующей линия общего пользования Кандалакша — Кандалакша-Пристань.
В 1930 году введена в эксплуатацию линия Апатиты — Хибиногорск.
16 августа 1931 принята в эксплуатацию линия Апатиты — Нефелиновые пески.
19 декабря 1936 принят в эксплуатацию электрифицированный участок Кандалакша — Апатиты — Хибиногорск.
20 февраля 1946 восстановлен участок Ручьи Карельские — Куолаярви.
В 1951-1953 годах строилась Кольская железная дорога, позже заброшенная.
В 1956 году открыта железная дорога Пинозеро — Ковдор.
13 июля 1959 года постановлением Совета Министров СССР № 748 «Об укреплении железных дорог» и приказом Министерства путей сообщения СССР № 42 от 14 июля 1959 г. Кировская железная дорога и Октябрьская железная дорога были объединены в Октябрьскую железную дорогу с управлением в Ленинграде.
В 1967 году была открыта железная дорога Айкувен — Ловозеро.
В 1968 году была открыта Железная дорога Кола — Никель с ответвлением на Печенгу и Лиинахамари.
В 1973 году основная ветка Мурманск — Лоухи была полностью электрифицирована.
В 1980-х началось строительство железной дороги Нял — Заозёрск, разобранной в конце XX — начале XXI века.
В 1996 году полностью прекращено пассажирское движение на линии Апатиты-1 — Кировск.
С 2001 года электрификация железной дороги переведена на переменный ток.
В 2007 году была закрыта железная дорога Айкувен — Ловозеро.
Ведётся строительство железнодорожной ветки на Лавну.

## Предприятия и инфраструктура
Железнодорожные линии, проходящие по территории области:
- часть железнодорожной магистрали Санкт-Петербург — Мурманск (отрезок протяжённостью более 350 км.), пересекающей область с юга на север, от границы с Карелией до Мурманска;
- железнодорожная линия Кола — Печенга;
- железнодорожная линия Оленегорск — Мончегорск;
- железнодорожная линия Апатиты — Титан;
- железнодорожная линия Пинозеро — Ковдор;
- железнодорожная линия Ручьи-Карельские — Алакуртти;
- железнодорожная линия Мурманск — Ваенга;
- железнодорожная линия Луостари — Никель-Мурманский.

Эксплуатационная длина железнодорожных линий в Мурманской области — 870 км, электрифицировано 439 км, из них 416 км электрифицированы переменным током (от станции Пояконда на границе с Республикой Карелия до станции Мурманск) и 23 км постоянным током (от станции Апатиты до станции Кировск, при этом в состав Мурманского отделения Октябрьской железной дороги входит только участок Апатиты — Титан, а участок Титан — Кировск находится в собственности предприятия ОАО «Апатит»). На предприятиях Октябрьской железной дороги занято около 10 тыс. работающих.
Железнодорожные узлы и узловые станции: Мурманск, Апатиты, Ручьи Карельские, Кандалакша, Оленегорск, Пяйве, Заполярная.
В Мурманске находится управление Мурманского отделения Октябрьской железной дороги.